# Josef Škrabal
Josef Škrabal (5. března 1875, Vísky u Boskovic, 5. října 1932, Olomouc) byl katolickým knězem, profesorem fundamentální teologie, apologetiky a filosofie na olomoucké teologické fakultě a jejím děkanem.

## Dílo
- De natura et origine religionis / ex praelectionibus, quas in c.r. theol. facultate Olomucensi habuit Jos. Škrabal, Olomucii 1907.